# Carl Wilhelm August Krüger
Carl Wilhelm August Krüger (* 11. Juni 1797 in Stettin; † 22. Dezember 1868 in Münster) war ein deutscher Jurist und Kunstsammler.

## Leben
Krüger wurde am 11. Juni 1797 in Stettin geboren. Als Herkunft gab er Westfalen an, was sich anhand von Kirchenbüchern ebenso als falsch erweisen lässt wie seine mutmaßlich römisch-katholische Konfession, denn sein Vater stammte aus Mecklenburg, seine Eltern heirateten evangelisch. Kindheit und Jugend verbrachte Krüger wohl in Stettin, wo er am 12. August 1818 am Oberlandesgericht als Auscultator, als Gerichts-Referendar, vereidigt wurde. Zuvor diente er 1815 als „Freiwilliger im Garde-Dragoner-Regiment“, nahm zwar nicht mehr an Kämpfen teil, dafür aber am 22. Juli am Siegeseinmarsch in Paris. Nach einem Dienstjahr in Stettin diente Krüger von 1820 bis 1824 als Referendar in Stettin und Merseburg und wurde 1825 nach Frankfurt an der Oder versetzt, dabei zugleich zum Assessor befördert. 1826 kam Krüger nach Münster, darauf zum April 1827 nach Minden. Stets diente er in den preußischen Regierungen der Provinzen bzw. Bezirke. 1828 wurde er nach Oppeln versetzt und dabei zum Regierungsrat befördert, 1830 nach Aachen versetzt und 1835 erneut nach Minden, wo er 1845 zum Geheimen Regierungsrat ernannt wurde und 1859 wegen Krankheit auf eigenen Wunsch seinen Abschied erhielt. Wenig später zog er nach Münster, wo auch seine 1831 geborene Tochter Anna Maria Luise Ida wohnte. Er starb am 22. Dezember 1868 an einem Lungenleiden.

## Kunstsammlung
Aus Krügers beträchtlicher Sammlung von Büchern, Kupferstichen, Gemälden und Kunsthandwerk lobte bereits 1833 der deutschen Kunsthistoriker Johann David Passavant vor allem den Anteil der Gemälde aus der westphälischen Schule, die selbst Passavant bis dahin völlig unbekannt war. 1847 urteilte der deutsche Maler und Kunsthistoriker Ernst Förster: „Dem Herrn Geh. Oberregierungsrath Krüger in Minden ist es gelungen, eine Anzahl Tafeln älterer westphälischer Meister zu sammeln und damit der Kunstgeschichte ein reiches und kostbares Material zu retten. Mit großem Fleiß und genauer Sachkenntnis hat dieser verdienstvolle Kunstfreund seine Sammlung geordnet und beschrieben, und seinen gefälligen Mittheilungen sind großentheils die nachfolgenden Notizen über dieselbe entnommen“. 1848 erschien beim Mindener Verleger J.C.C. Bruns das von Krüger vermutlich selbst verfasste „Verzeichnis der Gemäldesammlung des Geheimen Regierungsrathes Krüger zu Minden“. Seine mitunter eigenwilligen Erwerbungsstrategien erklärte Krüger selbst mit den Worten: Sei er erst einmal auf der Spur eines Kunstwerkes, habe er an sich „Etwas vom Löwen …, der Blut geleckt“.
Um 1853 betrieb Krüger den Verkauf seiner Sammlung, die schließlich, nachdem das Königliche Museum in Berlin kein Interesse gezeigt hatte, größtenteils an die National Gallery in London ging. Ein Zeitgenosse klagte: „So ist Deutschland wieder um eine unersetzliche Kunstperle ärmer geworden!“ 
Ein Teil von Krügers Sammlung kam außerdem an seinen Schwiegersohn Alexander von Frankenberg und Proschlitz (1820–1893), und von diesem 1881 über den Westfälischen Kunstverein an das heutige LWL-Museum für Kunst und Kultur in Münster.